# 光籽木槿
光籽木槿（学名：Hibiscus leviseminus）为锦葵科木槿属下的一个种，原生於華北黃河流域，為中國特有種。

## 學名
本種在1981年由傅坤俊等人首次發表時使用學名為“Hibiscus leiospermus”，但這一學名實際上早在1860年就被愛爾蘭植物學家威廉·亨利·哈維用來名命非洲的衣索比亞木槿（Hibiscus aethiopicus）之下的一個變種，只是後來成為了異名。由於《國際植物學命名法規》不允許學名或異名重複使用，這使得傅坤俊等的學名不合法，因此由其他學者在2007年重新發表了現有的學名——Hibiscus leviseminus。

## 扩展阅读
- 維基物種上的相關：光籽木槿